# ABC da Greve
Pour plus de détails, voir Fiche technique et Distribution.
ABC da Greve (littéralement « ABC de la grève ») est un film documentaire brésilien réalisé par Leon Hirszman, sorti posthumément en 1990, sur les grèves du mouvement ouvrier de la Région du Grand ABC à la fin des années 1970,,,.

## Synopsis
Le documentaire accompagne l'effervescence du mouvement syndical des travailleurs des grandes usines automobiles transnationales installées à ABC São Paulo à la fin des années 1970.
Tourné à 16 mm, le film enregistre la mobilisation de ces ouvriers métallurgistes dans leur lutte pour de meilleurs salaires et de meilleures conditions de vie, qui a provoqué les premières grèves au Brésil depuis 1968 et un mouvement populaire qui a précédé l'amnistie politique et la redémocratisation du pays.

## Fiche technique
- Réalisation : Leon Hirszman
- Production : Leon Hirszman
- Scénario : Leon Hirszman
- Image : Adrian Cooper
- Son : Uli Bruhn
- Montage : Adrian Cooper

## Distribution
- Luiz Inácio Lula da Silva
- Vinicius de Moraes
- Lélia Abramo
- Bete Mendes

## Distinctions

### Nominations et sélections
- Festival du film de Brasilia 1991 : sélection officielle